# Šentilj
Šentilj (em alemão:  St. Egidi in Windischbüheln; St. Ilgen) é um município da Eslovênia. A sede do município fica na localidade de Šentilj v Slovenskih goricah.